# Hushi, Fujian
Hushi (kinesiska: 笏石) är en köping i sydöstra Kina. Den ligger i stadsdistriktet Xiuyu i staden Putian i provinsen Fujian, omkring 87 kilometer söder om provinshuvudstaden Fuzhou. Antalet invånare är 106 683. Befolkningen består av 53 844 kvinnor och 52 839 män. Barn under 15 år utgör 18,0 %, vuxna 15-64 år 74 %, och äldre över 65 år 7,0 %.